# Eupithecia carissima
Eupithecia carissima är en fjärilsart som beskrevs av András Vojnits och De Laever 1973. Eupithecia carissima ingår i släktet Eupithecia och familjen mätare. Inga underarter finns listade i Catalogue of Life.